# 손완
손완(孫𩅦, ? ~ 265년 음력 7월)은 중국 삼국 시대 동오의 황족이자 제후왕으로, 자는 흘(莔)이다. 경제의 아들로, 이름과 자는 경제가 피휘의 번거로움을 막기 위하여 직접 지어낸 글자이다.

## 생애
영안 5년(262년) 8월, 태자에 책봉되었다.
영안 7년(264년) 7월, 경제가 붕어하였다. 본래 손완이 태자이므로 뒤를 이어야 하였으나, 만욱·복양흥·장포의 주장으로 오정후(烏程侯) 손호가 즉위하였다. 손호는 손완을 예장왕에 봉하였으나, 이듬해 손완과 그의 형제들을 죽였다.